# Ciemiączko

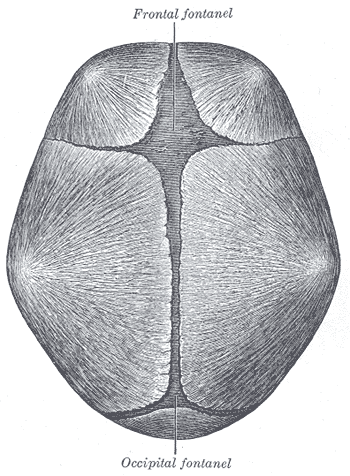
Czaszka po porodzie – widoczne ciemiączko przednie i tylne

Ciemiączko (łac. fonticulus) – nieskostniałe spojenie łączące kości czaszki u noworodków i niemowląt, wypełnione błoną łącznotkankową leżące w miejscu styku trzech lub czterech kości.
U człowieka po urodzeniu wyróżnia się:
- ciemiączko przednie (łac. fonticulus anterior lub major cranii) – o kształcie romboidalnym  między kośćmi czaszki noworodka, o wymiarach od 2 x 2 cm do 3 x 5 cm, położone w linii środkowej, na skrzyżowaniu szwu wieńcowego, szwu strzałkowego i szwu czołowego pomiędzy kośćmi czołowymi a kośćmi ciemieniowymi. Zarasta między 9. a 18. miesiącem życia dziecka. Przez ciemiączko można wyczuć tętnienie tętnic mózgu (stąd nazwa ciemiączek pochodząca od łac. słowa fons – źródło).
- ciemiączko tylne (łac. fonticulus posterior lub minor cranii) o kształcie trójkąta między kośćmi czaszki, o najdłuższym wymiarze ok. 1 cm, położona w linii środkowej, na skrzyżowaniu szwu strzałkowego i szwu węgłowego, pomiędzy kością potyliczną a kośćmi ciemieniowymi. Zarasta do 4 miesiąca życia[1].
- ciemiączka boczne (niewielkie): przednio-boczne (klinowe,  łac.fonticulus sphenoidalis), znajduje się u wierzchołka skrzydła większego kości klinowej i tylno-boczne (sutkowe,  łac.fonticulus mastoideus), leży poniżej kąta sutkowego kości ciemieniowej. Czasem występują u wcześniaków, zarastają najczęściej jeszcze w życiu płodowym[1].

Ciemiączka przednie i tylne są nieparzyste, boczne parzyste (tak więc w życiu płodowym jest sześć ciemiączek). 
Posługując się oceną rozmiaru ciemiączka, można próbować określić wiek niemowlęcia. Błonowa budowa ciemiączka umożliwia wykonanie poprzez nie badania USG i ocenienie stanu mózgu dziecka. Zbyt wczesne zamykanie się ciemiączka, zwłaszcza przedniego, może spowodować wzrost ciśnienia śródczaszkowego przez ograniczenie miejsca dla mózgu. Niekiedy przyczyną wcześniejszego zarastania jest nadmiar witaminy D. Jej niedobór może z kolei skutkować tym, że ciemiączko przestanie się zrastać. W skrajnych przypadkach niedobór witaminy D może prowadzić do krzywicy.